# Sun Qichang
Sun Qichang  (孫其昌, 1885–1954), est un homme politique chinois qui fut membre du gouvernement du Mandchoukouo.

## Biographie
Natif de Liaoyang au Liaoning, Sun étudie à l'université d'éducation de Tokyo. À son retour en Chine, il devient principal du lycée commercial de Mukden à Shenyang, puis secrétaire de l'armée de la province du Heilongjiang. En juillet 1920, il est nommé président du conseil d'éducation du Heilongjiang. En juillet 1921, il devient membre du gouvernement de Beiyang en tant que diplomate pour négocier avec les puissances étrangères dans la province du Kirin. Après le rapprochement du seigneur de guerre mandchou Zhang Xueliang avec le gouvernement central fin 1928, Sun est nommé membre de l'assemblée du Kirin, puis devient directeur du ministère de la Construction de la même province l'année suivante.
Après l'incident de Mukden de 1931, Sun s'allie avec Xi Qia pour former un nouveau gouvernement de la province du Kirin nouvellement détaché de la république de Chine. Cela est achevé le 30 septembre 1931 et il accepte la proposition du ministre des Finances du Kirin de devenir directeur du bureau du Monopole national sur l'alcool et le tabac.
En avril 1932, au sein du gouvernement du nouvel État du Mandchoukouo, Sun continue de servir dans le ministère des Finances mais, en juin 1933, il est nommé gouverneur de la province du Heilongjiang. L'année suivante, après la création de la nouvelle province du Longjiang, il en devient gouverneur. En janvier 1935, il est nommé ministre des Finances du gouvernement du Mandchoukouo, poste qu'il tient jusqu'en mai 1935. De cette date à mai 1940, il est ministre des Affaires civiles. Il est ensuite nommé au Conseil privé mais est démis de ses fonctions en septembre 1942 en raison de désaccords avec le gouvernement sur la politique économique.
Après l'invasion soviétique de la Mandchourie, il se cache à Shenyang, puis à Pékin, mais est découvert en février 1951 après l'établissement de la république populaire de Chine. Il est exécuté à Pékin en 1954.